# Komin (Ploče)
Komin je mjesto u Dubrovačko-neretvanskoj županiji koje pripada gradu Ploče. Naziv mjesta Komin znači dimnjak, ognjišće, vrućina.

## Zemljopisni položaj
Komin je mjesto smješteno uz desnu obalu Neretve, pripada općini Ploče. Udaljeno je 10 kilometara od Ploča, 12 kilometara od Metkovića, 3 kilometara od Opuzena i 15 kilometara od granice s Bosnom i Hercegovinom. Iznad Komina nalazi se brdo Orlovac. Komin je dug dva kilometra i proteže se usporedno s tokom rijeke Neretve. Kroz Komin prolazi cesta koju je dao sagraditi Napoleon i željeznička pruga koja je sagrađena poslije Drugog svjetskog rata.

## Demografski podaci
Prema podacima iz 2001. godine Komin je imao 1303 stanovnika, a prema popisu iz 2011. 1243 stanovnika.
| broj stanovnika | 405   | 751   | 635   | 762   | 921   | 994   | 985   | 1086  | 1292  | 1426  | 1577  | 1595  | 1432  | 1546  | 1303  | 1243  | 941   |
|                 | 1857. | 1869. | 1880. | 1890. | 1900. | 1910. | 1921. | 1931. | 1948. | 1953. | 1961. | 1971. | 1981. | 1991. | 2001. | 2011. | 2021. |

## Povijest
Prvobitno mjesto Komin nalazilo se na brdima Kozjak i Galičak na samom ušću Neretve u more, ali prije otprilike 400 godina radi epidemije malarije, Kominjani su preselili 6 kilometara uzvodno, gdje su osnovali novi Komin i tamo ostali do danas. U spomen na nekadašnje naselje Komin, danas postoji Kominsko ušće. U prošlosti su Kominjanima kao glavno prijevozno sredstvo služile trupe i lađe, a oni su bili poznati gusari i borili se s Mlečanima.

## Kultura
Ponad Komina 1925. godine sagrađena je crkva svetog Ante Padovanskog, koju stanovnici nazivaju Bila golubica. Svake godine 13. lipnja održava se slava u čast naslovnika crkve, svetog Ante Padovanskog. Zaštitnica mjesta je Sveta Barbara (4. prosinca), koja je uslišala molitve Kominjana za poštedu od pošasti kuge. 
Osim ovih institucija u Kominu djeluju i mnoge udruge, pa tako u ovom mjestu postoji limena glazba, mažoretkinje (osnovane 2000. godine), nogometni klub Gusar Komin koji igra u 1. županijskoj ligi, te tri udruge lađara Gusari, Komin i Ništa naglo koje sudjeluju u Maratonu lađa. Od udruga građana još su tu Preporod i KUD Danica hrvatska. Na ušću Neretve nalazi se zaštićeni rezervat prirode Parile, stanište zaštićenih životinjskih vrsta.

## Znamenitosti

### Sakralni objekti

#### Župna crkva svetog Ante Padovanskog
| Crkva sv. Ante |  | Crkva sv. Ante             |
| Crkva sv. Ante |  | Kapela sv. Roka i Liberana |

| Kapela sv. Križa pod Galičakom |  | Kapela sv. Križa pod Galičakom |
| Kapela sv. Križa pod Galičakom |  | Križ na Galičaku               |

Gradnja crkve trajala je od 1909. do 1912. za vrijeme župnika don Joze Grabovca uz materijalnu pomoć crkovinarstva, vjernika i Vjerozakonske zaklade u Zadru. Iako nedovršena interijera, u crkvi se odvijalo bogoslužje. Postavljanjem glavnog oltara 1924. za vrijeme župnika don Mate Čugelja dovršeno je uređenje. Crkvu je posvetio biskup Kvirin Klement Bonefačić na blagdan sv. Ante. Crkva je zidana bijelim kamenom iz Selaca na Braču, a na vrhu je pročelja zvonik. Duga je 32 i široka 12 metara. Prva obnova crkve bila je 1981. za vrijeme župnika don Pavla Medića kada se zamijenio krov. Novo veliko zvono, elektrifikacija zvona i postavljanje sata na zvonik napravljeno je 1988. Župnik don Petar Perleta 1999. i 2000. godine postavio je novi mramorni oltar, ambon, obnovio svetište te podigao oltar Gospi pod korom. Na mjestu ove crkve postojale su dvije crkve. Prvu su kapelu posvećenu sv. Anti podigli prvi stanovnici nakon doseljavanja. Na njenu mjestu je podignuta veća, posvećena također sv. Ante koja je srušena prije gradnje sadašnje crkve.

#### Kapela svetog Roka i Liberana
Sagrađena je na groblju 1907. malo prije rušenja stare crkve, da bi se u njoj obavljalo bogoslužje do izgradnje nove crkve. Kapela duga 9,25 i široka 5,85 metara ima kameni oltar poviše kojeg je slika s likovima Gospe, sv. Roka i sv. Liberana, rad Kaje Kaera 1855. Obnovljena je 1983. za vrijeme župnika don Pavla Medića.

#### Kapela Sv. Križa
Nalazi se na Ušću pod Galičakom, pored spomen križa, a sagrađena je 2001. za vrijeme župnika don Petra Perlete. Kapela dimenzija 10×5 metara podignuta je kao ispunjenje zavjeta stanovnika Komina iz 1901.

### Zaštićena kulturna dobra
- Arheološko podvodno nalazište Luke Mitrovac

## Obrazovanje
U Kominu djeluje Osnovna škola "Ivo Dugandžić - Mišić". Osnovali su je 1870. godine osnovali svećenik Šuman i Martin Medak, a nastava se prvotno odvijala u privatnim kućama, i to samo za dječake, kao četverogodišnja škola.  Od 1879. pa do kraja Drugog svjetskog rata bila je šestogodišnja, i to za oba spola. Nakon rata nastava se odvijala paralelno u Domu kulture i u privatnoj kući, a nastava u današnjoj školi počela se odvijati od 1. rujna 1973. Škola nije prestajala s radom niti za jednog rata. Sportska dvorana u sastavu škole izgrađena je 1990.

## Gospodarstvo
Najrazvijeniji je primarni sektor djelatnosti, većina stanovništva bavi se poljoprivredom (voćarstvo) i ribarstvom. Najpoznatiji plodovi iz doline Neretve su mandarine. Uzgajaju se i breskve, nektarine, šljive, lubenice, mogranj, smokve, grožđe, jabuke; ukratko uspijevaju sve kulture osim banana. Plodno tlo je dobiveno melioriacijom koja je počela 60-tih godina prošlog stoljeća, a trajala je dvadesetak godina. Tada je isušeno, među ostalim, i jezero Modrič na ušću Neretve. Poznat je i sustav navodnjavanja kanalima, jendecima. Specifična za taj kraj je jegulja, među ostalima su lubini tj. brancini, bilizme ili lice, cipoli i mnoge druge, a love se i ptice – liske.

## Šport
- NK Gusar Komin
- Udruga lađara Gusari Komin

## Zanimljivosti
Komin je poznat diljem svijeta kao nositelj Guinnessovog rekorda po broju štrumpfova okupljenih na jednom mjestu (Karneval '08). Okupljenih 533 Kominjana, preobučenih u legendarna mala plava stvorenja, je u drugom pokušaju uspjelo oboriti rekord kojeg je do tada držala jedna škola u Engleskoj.

## Vanjske poveznice
- Kominska kronika  Arhivirana inačica izvorne stranice od 16. svibnja 2014. (Wayback Machine)
- Hrvatska seljačka glazba Komin  Arhivirana inačica izvorne stranice od 17. prosinca 2014. (Wayback Machine)